# اواجیک (سامسات)
اواجیک {{ترکی|Ovacık) (به کردی: Tozik) یک منطقهٔ مسکونی کردنشین در ترکیه است که در سامسات واقع شده‌است. اواجیک ۲۳۴ نفر جمعیت دارد.